# Heliophanus agricoloides
Heliophanus agricoloides är en spindelart som beskrevs av Jörg Wunderlich 1987. Heliophanus agricoloides ingår i släktet Heliophanus och familjen hoppspindlar. Inga underarter finns listade i Catalogue of Life.